# Psychothérapie psychanalytique
Ne doit pas être confondu avec Cure psychanalytique.
 (juin 2011).
Si vous disposez d'ouvrages ou d'articles de référence ou si vous connaissez des sites web de qualité traitant du thème abordé ici, merci de compléter l'article en donnant les références utiles à sa vérifiabilité et en les liant à la section « Notes et références ».
La psychothérapie psychanalytique utilise des théories inventées par Sigmund Freud puis développées et approfondies par de nombreux psychanalystes dans le monde au cours du XXe siècle. Elles visent à mettre au jour, dans le cadre d'une relation dite de transfert les causes et mécanismes inconscients d'une souffrance psychique qui peut se traduire par des conduites symptomatiques : hystérie, phobie, dépression, etc.[pas clair]
La psychothérapie psychanalytique considère que le psychisme humain fonctionne sur la base des conflits liés au développement de la personne. Pour chaque individu, les expériences de l’enfance, s’inscrivent dans l’inconscient et se retrouvent, transformées, dans toute la vie d’enfant et d’adulte. Les relations parents/enfants, le vécu individuel des expériences de l’enfance et de l’adolescence avec son environnement, le développement psychologique et sexuel, sont toujours plus ou moins conflictuels. En parlant de son enfance, son adolescence et sa vie actuelle, la personne prend conscience des désirs conflictuels qui y sont liés. La psychanalyse permet au sujet de mieux comprendre ces conflits, de leur donner un sens nouveau et d’éviter de les répéter dans sa vie actuelle sous forme de symptômes psychiques. 

## L'introduction de la psychanalyse
La cure psychanalytique classique est la marque d'une évolution. Sigmund Freud se base d'abord sur la talking cure, dès le milieu des années 1880. Dès 1895 il note les premiers aspects du transfert, dont il donnera une vue d'ensemble en 1912. Et, dès l'année suivante, il note déjà le mécanisme contre-transférentiel. 
La psychanalyse comme thérapie est une pratique qui évolue : «Mais si le changement est continu, la prise de conscience, elle, tout comme dans la cure, est discontinue.  
Dans les années 1920 se pose la question de la psychanalyse des enfants. La technique psychothérapeutique s'élargit ; elle rencontrera également celle d'un nouvel analysant. 
Cet élargissement à de nouveaux patients ne va pas sans poser la question de modifications de la technique. Si les innovations de Sandor Ferenczi ne rencontrent que peu de succès, Freud concède que la psychanalyse doit pouvoir s'adapter : sa première clientèle n'est que le premier pas vers une psychanalyse populaire. 
Les nouveaux patients, enfants, nouveaux analysants, mais aussi l'évolution du cadre - notamment la psychanalyse en institution - évoquent la question d'une psychothérapie de tendance psychanalytique, non synonyme de cure psychanalytique. L'histoire de la psychanalyse a également vu d'autres applications de la psychanalyse à la psychothérapie.

### Mêler le cuivre et l'or
Freud n'a pas cessé de pratiquer la cure analytique traditionnelle, bien qu'il ait envisagé de l'adapter, selon la formule célèbre : il faut mêler le cuivre de la psychothérapie à l'or de la psychanalyse. Il s'agit donc ici d'une considération sur une évolution possible de la psychanalyse plus que d'une référence à une psychothérapie d'obédience psychanalytique. 
On note surtout l'aspect péjoratif : la psychothérapie est qualifiée de moins glorieuse (rigoureuse ? ref Roussillon) ; pourtant, cette idée sera loin d'être partagée par tous les analystes[réf. souhaitée]. Pour Pierre Fédida, la psychothérapie est le plus souvent une « psychanalyse compliquée ».[réf. souhaitée]

### Psychanalyse et psychothérapie
Les rapports entre la psychanalyse proprement dite et la psychothérapie, essentiellement la psychothérapie psychanalytique, font l'objet d'un débat. Ainsi en est-il de celui qui eut lieu  par textes interposés lors d'une enquête menée entre février 2006 et avril 2007 par Daniel Widlöcher et l'équipe du Carnet/Psy auprès de quatorze psychanalystes ou psychothérapeutes de divers horizons interrogés « sur leur conceptualisation de  leurs pratiques psychothérapeutiques en regard du modèle de la cure-type ».
Selon Serge Frisch — président de l'European Federation for Psychoanalytic Psychotherapy in the Public Sector (E.F.P.P.) en 2008 —, avec une pratique de la psychothérapie, qui « ne peut être isolée de son contexte social », on rejoindrait « le souhait de Freud (1919a [1918]) de “mêler à l'or pur de l'analyse une quantité considérable de cuivre” pour former une “psychothérapie populaire” afin de traiter une part plus importante de “l'immense misère névrotique sur terre”, que le faible nombre de psychanalystes n'arrive pas à résorber ».
É. Roudinesco et M. Plon considèrent que « dès sa naissance, la psychanalyse s'est trouvée en conflit, dans tous les pays du monde, avec les autres formes de psychothérapie, soit parce qu'elle a été amalgamée à celles-ci au point de disparaître en tant que telle, soit parce qu'elle leur a opposé une forte résistance, provoquant des scissions ou des dissidences » (l'école de psychologie analytique fondée par Carl Gustav Jung et l'école de psychologie individuelle d'Alfred Adler sont ainsi nées d'une dissidence avec Freud).

## Psychothérapies psychanalytiques
Longtemps dénommées PIP (psychothérapies d'inspiration psychanalytiques), terme abandonné au vu de son imprécision, elles regroupent des traitements qui se référent à la théorie de la psychanalyse mais qui divergent de la "cure type". Les variations formelles du cadre portent sur le nombre de séances hebdomadaires (1 à 2), sur la position : face à face en principe pas de divan. Des éléments non analytiques peuvent bien prendre place, tels que la suggestion. L'entretien sera parfois semi-directif (alors que la cure psychanalytique est un entretien non-directif). Le payement peut éventuellement passer par un tiers (Sécurités Sociales) si la cure est menée par un médecin. Traditionnellement, il est admis que les psychothérapies psychanalytiques portent plus sur un travail de reconstruction-remémoration et moins sur l'analyse du transfert comme le fait la cure type. Elle utilise le transfert mais laisse son élucidation dans l'ombre. Pour le reste, les règles s'apparentent à la psychanalyse classique, soit : libre association, neutralité du psychothérapeute, etc. La psychothérapie psychanalytique peut être pratiquée par un psychologue ou un psychiatre formés ; pour certains elle devrait être exclusivement faite par des psychanalystes, ceci est l'objet de débats. Si elle se réfère à la psychanalyse, une psychothérapie devrait satisfaire la règle selon laquelle une personne doit avoir suivi une analyse pour devenir psychanalyste et donc le futur psychothérapeute qui se réfère à la psychanalyse avoir suivi une psychothérapie d'inspiration psychanalytique...

## Psychothérapie dynamique
L'évolution institutionnelle de la psychanalyse, mais aussi l'élargissement des profils de ses patients, posa la question de l'application du modèle métapsychologique en dehors du cadre de la cure psychanalytique classique. Si plusieurs psychothérapies peuvent ou ont pu se réclamer de la psychanalyse, il s'agit ici de considérer la pratique du psychanalyste en psychothérapie. L'essentiel demeure la qualification du transfert : c'est pourquoi, de même qu'il est possible de qualifier une psychiatrie dynamique, est ici choisi le terme, non officiel, de psychothérapie dynamique : c'est-à-dire qui prenne en compte le transfert, tel que théorisé dans la psychanalyse.

## Autres cliniques psychanalytiques
Cette partie passe en revue les différentes applications thérapeutiques du modèle théorique de la psychanalyse. 

### Psychodrame analytique individuel
À partir du psychodrame inventé par Moréno sera introduit, vers 1946, un psychodrame analytique individuel. 
- Le psychodrame analytique individuel regroupe un psychanalyste meneur de jeu, un patient et plusieurs analystes co-thérapeutes. Le meneur de jeu ne participe pas au scènes. Le psychodrame comprend plusieurs temps  
  - Le temps de l'élaboration de la scène, discours entre le patient et le meneur de jeu
  - Le temps du jeu, dans lequel prime la figuration y compris gestuelle, l'association libre, et qui se comprend souvent comme transitionnel ;
  - Le temps de l'interprétation, dans lequel le meneur de jeu renvoie au patient ce qu'il a mis dans la scène.

- Si le jeu permet une élaboration plus facile, et recommande le psychodrame pour des individus très inhibés ou souffrant de difficultés quant à la représentation, l'interprétation (psychanalyse) et le transfert latéralisé assurent une thérapeutique spécifiquement analytique.

- Le jeu psychodramatique est souvent comparé aux restes diurnes d'un rêve.

### Psychodrame analytique de groupe
Il faut distinguer le psychodrame analytique de groupe et le psychodrame analytique en groupe ou un patient se retrouve dans un groupe de deux ou trois co-thérapeutes.
Le psychodrame analytique de groupe se fonde sur les mêmes principes que le psychodrame individuel. Il y a « couple thérapeutique », c'est-à-dire un thérapeute homme et un thérapeute femme, et les patients eux-mêmes se font co-thérapeutes. Il y a, éventuellement, un observateur, spectateur hors des enjeux de la scène. Les phénomènes de groupes sont alors particulièrement pertinents (par opposition au psychodrame analytique individuel, dans lequel les phénomènes de groupes sont finalement restreints aux co-thérapeutes). 
Le rôle des patients définit des indications spécifiques, celles de patients capables d'écouter les autres, d'être sensibles à d'autres problématiques, pouvant participer à des scènes qu'ils n'ont pas construites. Le psychodrame de groupe sera souvent à visée de formation.

### Psychothérapie institutionnelle
On peut dater la psychothérapie institutionnelle de 1952. 

### Ethnopsychanalyse
1970.

### Psychanalyse groupale
La psychanalyse et le groupe
« L’inconscient produit partout et toujours des effets contre lesquels les humains ne cessent de se défendre, ou qu’ils interprètent faussement, ou encore qu’ils cherchent à manipuler par des voies obscures pour un profit supposé. »
(Cf. Didier Anzieu, Le groupe et l’inconscient, Dunod, 1999)
- Le cadre de la psychanalyse de groupe

Comme dans la cure, « la tâche du sujet est d’exprimer tout ce qu’il pense, imagine, ressent dans la situation, c’est-à-dire de ’’symboliser’’ les effets que celle-ci exerce sur lui. La tâche du psychanalyste est de comprendre comme transfert, ou comme résistance au transfert, tout ce que le sujet cherche à signifier dans cette situation. » (p. 9)
Par ailleurs, « une fois énoncées les règles dont le psychanalyste se fait le garant, celui-ci a non pas à veiller en censeur à leur application par le ou les sujets, mais à chercher à comprendre et à interpréter les manquements à ces règles, ou les difficultés de leur mise en pratique. » (p. 11)
Les inconscient des différents membres du groupe sont en interaction : « à tout effet inconscient tendant à se manifester dans un champ quelconque correspond une résistance s’opposant à cette manifestation ». (p. 15) Par exemple, toute tentative d’organisation, autre que les règles minimales prévues par le cadre, a un caractère défensif. Chaque défense est le contre investissement d’une pulsion.
Les deux règles fondamentales de non–omission et d’abstinence sont valables pour le groupe. (p. 16)
Les participants énoncent en séance les échanges qu’ils ont eu à propos du groupe en dehors des réunions.
De son côté, l’animateur interprétant garantit le respect des consignes et permet « au transfert de se développer sur lui et sur le groupe ». Il communique « à tous ce qu’il a compris. » (p. 17)
- Le groupe en situation

La liberté de parole place chaque participant face à ses désirs refoulés et à l’angoisse de « transgresser l’interdit en les formulant ». (p. 16)
« Personne n’est propriétaire d’aucune place et le moniteur donne lui-même l’exemple en changeant occasionnellement de place d’une séance à l’autre ». (p. 18)
« D’un côté les participants engagés dans un processus inconscient de transfert, arrivent à l’élaborer par un travail de symbolisation. De l’autre côté, les moniteurs se dégagent de leur contre-transfert inconscient par un travail d’inter-analyse, et ils saisissent et communiquent le sens du transfert par un travail d’interprétation. » (p. 20)
L’interprétation n’est possible qu’au moment où les échanges du groupe laissent entendre que ses membres sont en train d’accéder à cette symbolisation.
- Repères interprétatifs

-	Le petit groupe est l’objet d’un transfert, en plus des transferts existant des membres entre eux et sur l’interprétant (Pontalis, 1963).
-	Le groupe, comme le rêve, est l’accomplissement d’un désir refoulé (Anzieu, 1966).
-	Le vocabulaire psychosociologique de dynamique des groupes exprime une attitude défensive envers les processus inconscients du groupe (Anzieu, 1971).
-	« L’illusion groupale » est une façon pour le groupe de se constituer en objet transitionnel, pour se départir de la tout-puissance maternelle (Anzieu, 1971).
-	L’angoisse dans le groupe est de nature psychotique, elle est accrue dans les groupes non directifs. Elle donne naissance à deux formes principales de résistances : la mise en place d’un leadership et la division en sous-groupes (Bejarano, 1972).
-	La production d’une idéologie par un groupe est le signe de la « dénégation défensive d’un fantasme originaire » (Kaës, 1971, 1973). L’autre voie d’élaboration des fantasmes du groupe est le mythe (Kaës, 1971).
-	Le groupe présente un « appareil psychique » combinant les mêmes instances que l’appareil psychique individuel, selon des modes de fonctionnement qui lui sont spécifiques (Kaës, 1976).
-	Lorsqu’ils se réunissent en groupe large, les psychanalystes n’échappent pas à l’angoisse du déferlement de la pulsion de mort. De surcroît, ils déplacent sur leurs collègues et sur le groupe (l’institution) les pulsions qui ne peuvent pas s’exprimer dans l’espace des séances.
-	Deux strates principales de fantasmes à interpréter (hors les fantasmes originaires) :
-	Position dépressive ou persécutive à l’égard du groupe vécu comme une mère toute puissante, accompagnée d’angoisses de perdre la mère et d’être détruit.
-	Meurtre collectif du père, chasse aux usurpateurs et tabou de l’inceste.
-	Le groupe des moniteurs réalise une « analyse intertransférentielle » ou contrôle réciproque (Kaës, 1982).
- Modalités d’interprétation

L’interprétation dans le groupe est purement actuelle, fondée sur l’ici et maintenant du groupe (angoisses, défenses, désirs inconscients).
Elle est adressée à l’ensemble du groupe (et non individuellement).

### Études d'efficacité des psychothérapies psychanalytiques.
Selon Guenaël Visentini, les plus récentes études d’efficacité démontrent que les thérapies psychanalytiques et cognitivo-comportementales "ne présentent pas de différences notables d’efficacité, pour la quasi-totalité des troubles connus".
En 2020, dans une revue systématique de la littérature scientifique, François Gonon et Pierre-Henri Keller, ont sélectionné pour leur solidité méthodologique onze articles [...] évaluant l’amélioration des symptômes à l’issue de psychothérapies inspirées par la psychanalyse. « Ils concluent tous, écrivent-ils, que l’effet des psychothérapies psychanalytiques est robuste. Dix articles de méta-analyses ont comparé une psychothérapie psychanalytique à un traitement actif (e.g. autre psychothérapie, médication). Un seul rapporte une infériorité cliniquement significative des psychothérapies psychanalytiques par rapport aux psychothérapies cognitivo-comportementales. Cinq articles de méta-analyse et trois études randomisées ont comparé des psychothérapies psychanalytiques de long terme (plus d’un an) à divers traitements actifs. Tous ont conclu à une efficacité des psychothérapies psychanalytiques égale ou supérieure à celle des traitements actifs de comparaison ». En conclusion, ils constatent que les études concernant les psychothérapies psychanalytiques se sont multipliées depuis 2003 dans les revues biomédicales. « Elles montrent que, pour la plupart des troubles mentaux fréquents, les psychothérapies psychanalytiques sont aussi efficaces que les psychothérapies cognitivo- comportementales ». 
Il apparaît dès lors que la différence majeure entre les unes et les autres ne se situe pas sur le plan de l’efficacité, mais sur celui de l’éthique. Les thérapies inspirées de la psychanalyse considèrent que le dynamisme majeur du processus thérapeutique est inhérent au patient, et qu’il doit être stimulé, tandis que les thérapies cognitivo-comportementales situent ce dynamisme dans la technique utilisée pour modifier le patient. Dans le premier cas le savoir sur la pathologie doit être délivré chez un patient qui l’ignore, dans le second, il s’agit de l’application d’une technique maîtrisée par le thérapeute.  Les unes mettent au premier plan la singularité du patient, les autres s'orientent sur un idéal de normalité.
Dans le cas de l'autisme, la psychothérapie psychanalytique est considérée comme inefficace, voire dangereuse pour les personnes concernées et pour leur famille, d'après le consensus exprimé par le Pr Tony Charman (King's College de Londres), la Pr Amaia Hervás Zúñiga (Université de Barcelone, Espagne), la Pr Nadia Chabane (CHUV de Lausanne), le Pr Laurent Mottron, la Pr Catherine Barthélémy, et le Dr Jonathan Green, le 3 avril 2017.

#### Psychanalyse et psychothérapie
- Le travail du psychanalyste en psychothérapie, François Richard et al., (préf. André Green), Dunod, 2002  (ISBN 9782100065745)
- René Roussillon :  Paradoxes et situations limites de la psychanalyse, Ed.: PUF, 2001,  (ISBN 2130522769)
- É. Roudinesco et M. Plon, Dictionnaire de la psychanalyse(1re éd. LGF, 1997), Entrée « Psychothérapie », Paris, Fayard, Le Livre de Poche, 2011,  (ISBN 978-2-253-08854-7).
- Dictionnaire international de la psychanalyse (dir. Alain de Mijolla), Entrée: « Psychothérapie » (par Serge Frisch), Paris, Hachette littératures, 2005.
- Psychanalyse et psychothérapie, Daniel Widlöcher (éd), Coauteurs : Marilia Aisenstein - Christine Anzieu-Premmereur - Alain Braconnier - Bernard Brusset - Raymond Cahn - Serge Frisch - Bernard Golse - Roland Gori - Bertrand Hanin - Christian Hoffmann - Christian Lachal - Jean Laplanche - Sylvain Missonnier - Marie Rose Moro - Roger Perron - René Roussillon - Jacques Sédat, F-31520 Ramonville, érès, 2008, Le Carnet psy (dir. Manuelle Missonnier),  (ISBN 978-2-7492-0854-1).